# Bandiera di Macao
La bandiera di Macao è di colore verde, raffigurante l'immagine stilizzata di un fiore di loto bianco al centro posto sulla silhouette del ponte del governatore Nobre de Carvalho, e sotto di esso quattro linee orizzontali anch'esse bianche raffiguranti il mare. L'immagine è posta sotto un arco formato da cinque stelle dorate a cinque punte, tutte di eguali dimensioni esclusa quella centrale, leggermente più grande. Le stelle sono inserite nella bandiera a sottolineare il legame con la Cina, dal momento che anche nella bandiera cinese sono presenti cinque stelle.

## Storia
La bandiera di Macao, in seguito al passaggio di questo territorio dal dominio portoghese a quello cinese, è stata disegnata da Xiao Hong, professore di arte all'Università di Henan, il quale ottenne l'ispirazione dopo aver letto una guida turistica su Macao di sole 600 parole. Il disegno di Xiao Hong vinse il concorso indetto per scegliere la bandiera che avrebbe rappresentato Macao che contò più di 1000 proposte, per essere quindi approvato nel 1993.
Il 19 novembre 1999 viene ammainata la bandiera portoghese a Macao, e issata quella cinese. La nuova bandiera viene infatti ufficialmente introdotta soltanto il 20 dicembre dello stesso anno.

## Bandiere storiche

Bandiera proposta, ma mai utilizzata, di Macao portoghese
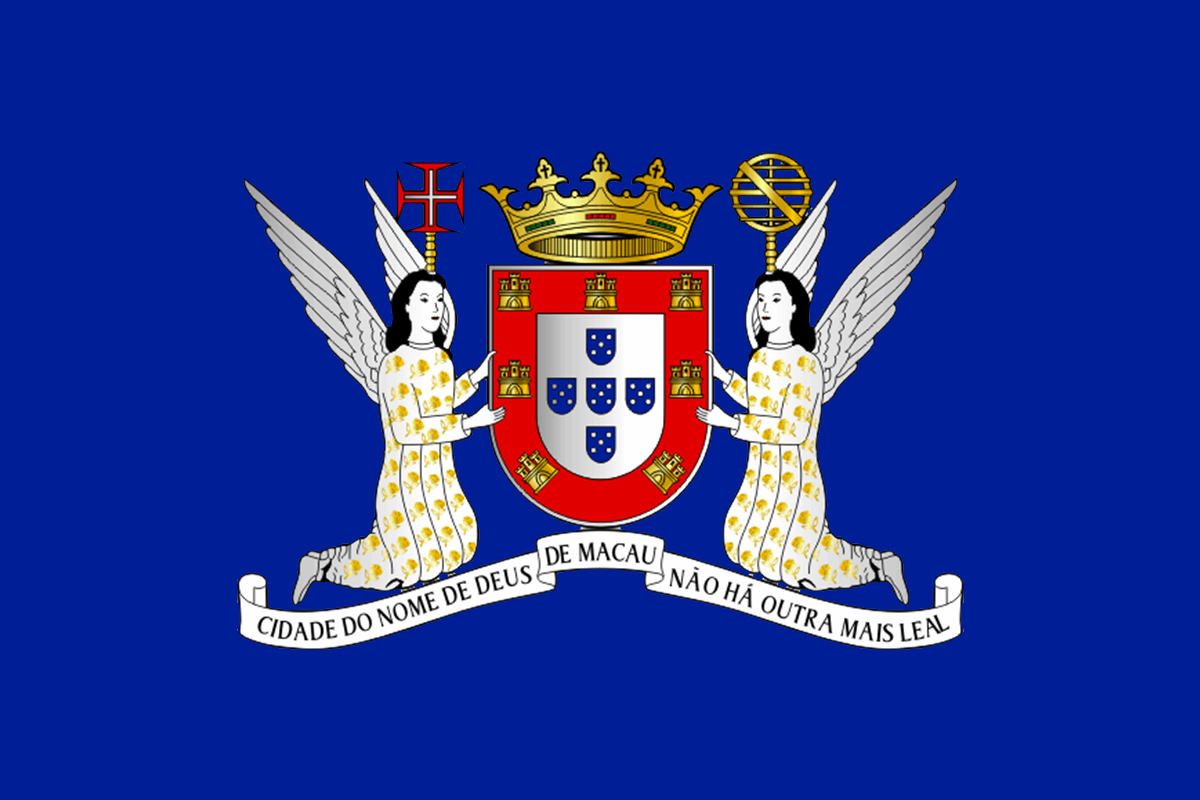
Bandiera del Consiglio di Macao (1975-1999)
Bandiera del Governo di Macao (1975-1999)